# Huby Kotfińskie
Huby Kotfińskie – wieś w Polsce położona w województwie łódzkim, w powiecie radomszczańskim, w gminie Gidle. 
Według Narodowego Spisu Powszechnego Ludności i Mieszkań z 2011 roku liczba ludności we wsi Huby Kotfińskie to 12 osób.

## Historia
W latach 1975–1998 miejscowość administracyjnie należała do województwa częstochowskiego.